# Dictionnaire des peintres belges
Le Dictionnaire des Peintres belges du XIVe siècle à nos jours a été publié en 1994 par la Renaissance du Livre. 
Il recense plus de  6 300 peintres belges.

## Description
Le Dictionnaire des Peintres belges du XIVe siècle à nos jours a été publié en 1994 par la maison d’édition La Renaissance du Livre : Le Dictionnaire des peintres belges du XIVe siècle à nos jours depuis les premiers maîtres des anciens Pays-Bas méridionaux et de la principauté de Liège jusqu'aux artistes contemporains, en trois volumes, Bruxelles : La Renaissance du Livre, département de De Boeck-Wesmael, 1995,  (ISBN 2-8041-2012-0). Seuls les deux premiers volumes — qui forment le dictionnaire proprement dit — sont repris dans la base de données, le troisième, dénommé Une histoire visuelle de la peinture en Belgique, étant un volume illustré de reproductions d'œuvres picturales.
L'IRPA a racheté les droits d'utilisation de ce dictionnaire et a récupéré le texte des notices sous forme de banque de données. Les informations fournies sont identiques à la version imprimée, hormis les noms des institutions, qui ont été uniformisés et/ou précisés.
Le mot "belge" est repris au sens large, vu que sont repris les peintres réputés à partir du XIVe siècle jusque l'année 1950. Pour chaque peintre, la notice reprend les données biographiques, les institutions qui en possèdent des œuvres et une bibliographie.